# Sud Sound System
Sud Sound System — итальянская регги-группа родом из Саленто, которая сочетает в себе ямайские ритмы и местные звуки, такие как использование диалекта саленто и танцевальные жанры рагга и тарантелла.

## История
Sud Sound System выступают в первый раз 21 января 1989 года в общественности центре Леонкавалло в Милане. Но история группы начиналась ещё раньше.
В 1991 году Sud Sound System дебютировал на итальянской музыкальной сцене с 12-дюймовой пластинкой «Fuecu/T’a sciuta bona». Он имел большой успех благодаря своей оригинальности. Они первыми смешали раггейский ритм с лирикой на диалекте. За ним последовали многочисленные концерты в Италии, выступления на телевидении и радио (Avanzi, Rai Stereo Notte). В том же году группа принимает участие в Фестивале «Festival delle Nuove Tendenze d’Autore» в Реканати.
В 1996 году вышел дебютный альбом Sud Sound System — «Comu na petra», а за ним последовало несколько альбомов. В 2003 году выходит альбом «Lontano», который был распространён лейблом Sony International. Он был высоко оценён публикой и критикой, которая назначила его победителем премии «Premio Tenco 2003» за лучшую работу на итальянском диалекте. Из этого альбома сингл «Le radici ca tieni» будет использован для создания своего первого видеоклипа, который выиграет приз за Лучший видеоклип года на фестивале «M.E.I de Faenza».
25 сентября 2010 года группа выступает в Чезене на музыкальном фестивале Woodstock 5 Stelle, организованном Beppe Grillo blog и транслируемом на телеканале Play.me1. 28 апреля 2011 года, за свою двадцатилетнюю карьеру, группа отправляется на гастроли в Лондон.
В 2013 году планировали дать концерт на фестивале estivada (occitan festival) в Родесе в Авероне, но был отменен из-за плохой погоды. В июне 2014 года они выпустили новый сольный альбом под названием «Il Tornu».

## Дискография

### Студийные альбомы
- 1996 : Comu na petra
- 1999 : Reggae Party
- 2001 : Musica musica
- 2003 : Lontano
- 2005 : Acqua pe sta terra
- 2008 : Dammene ancora
- 2010 : Ultimamente
- 2014 : Sta tornu
- 2017 : Eternal vibes

### Альбом
- 1994 : Salento Showcase 94
- 2000 : Salento Showcase 2000
- 2006 : Live & Direct (set CD/DVD Live@Alcatraz Milano)
- 2007 : Salento Showcase 2007

### Best-of
- 1996 : Tradizioni '91 — '96
- 2004 : Fuecu su fuecu
- 2010 : Can’t Stop the Music
- 2012 : Sud Sound System: The best of 2002—2012

### Синглы
- 1991 : Fuecu/T’a sciuta bona
- 1992 : Reggae Internazionale/Punnu Ieu
- 1992 : Turcinieddhri/Chiappalu
- 1997 : Reggae party
- 2001 : GialluRussu
- 2003 : Le radici ca tieni
- 2008 : Dane culure'
- 2008 : Chiedersi come mai (feat. Neffa)
- 2011 : Orizzonti (feat. Rivastarr)
- 2012 : Vola Via
- 2012 : Rock e Raï (feat. Crifiu)
- 2013 : Reggaeby (feat. Shakalab)
- 2013 : Pezzenti (feat. Mino De Santis)

### Ремиксы
- 1997 : No Playback — Comu Na Petra Remixes
- 2010 : Keemani — Klama